# Encyclopédie populaire (publication belge)
L'Encyclopédie populaire est le nom d’une collection d’ouvrages de vulgarisation lancée par l'éditeur belge Alexandre Jamar de 1849 à 1856.

## Les titres de la collection
Quarante et un auteurs ont été mis à contribution pour fournir à la collection soixante-trois titres en cent vingt-cinq volumes au format petit in-8°.
Le relevé qui suit corrige et complète la liste qu'en a dressée Auguste SCHELER dans son Catalogue de la bibliothèque de S. A. R. le comte de Flandre. Juin 1870.
Les dates d'édition, absentes des adresses bibliographiques, sont fournies à titre purement indicatif.
| Auteur                                     | Titre | Nombre de vol. | Date de parution |
| ------------------------------------------ | --- | -------------- | ---------------- |
| BARON (Auguste)                            | Histoire de l’art dramatique | 3 vol.         | 1853-1855        |
|                                            | Manuel abrégé de rhétorique ou de composition oratoire et littéraire                                                                  | 3 vol.         | 1850             |
| BOSCAVEN (Henri), alias SCHUERMANS (Henri) | Manuel de versification | 1 vol.         |                  |
| BRAUN (Thomas)                             | Principes d'éducation et d'instruction populaire                                                                                      | 2 vol.         | 1850             |
| BRIALMONT (Henri Alexis)                   | Précis d'art militaire | 4 vol.         | 1851             |
| BURGGRAEVE (Adolphe)                       | Chirurgie, t. I | 1 vol.         |                  |
| D’OMALIUS D’HALLOY (Jean-Baptiste)         | Des races humaines, ou éléments d’ethnographie                                                                                        | 1 vol.         | 1850             |
|                                            | Géologie de la Belgique | 3 vol.         | 1853             |
|                                            | Minéralogie | 2 vol.         |                  |
| DE BROUCKÈRE (Charles)                     | Principes généraux d’économie politique                                                                                               | 1 vol.         | 1851             |
|                                            | La charité et l’assistance publiques                                                                                                  | 1 vol.         | 1853             |
| DE CLOSSET (Aloïs ou Aloys)                | Éléments de droit civil | 3 vol.         |                  |
| DE MEULDER (Louis-Joseph)                  | Le calcul mental et le calcul chiffré appliqués au commerce, à l'industrie et à l'agriculture                                         | 1 vol.         | 1851             |
| DELEUTRE (Charles)                         | Histoire de la révolution belge de 1830                                                                                               | 3 vol.         | 1850             |
|                                            | Précis d’histoire de l’art | 4 vol.         | 1851             |
| FALLOT (Louis)                             | Aperçu de la médecine | 2 vol.         | 1852             |
| FÉTIS (François-Joseph)                    | Traité élémentaire de musique, contenant la théorie de toutes les parties de cet art                                                  | 3 vol.         | 1851-1852        |
| GENDEBIEN (Jules)                          | Éléments de droit commercial | 2 vol.         | 1851             |
| GLUGE (Théophile)                          | Physiologie | 2 vol.         | 1850             |
| GUILLERY (Hippolyte)                       | Technologie | 1 vol.         |                  |
| GUILLERY (Charles Etienne)                 | Arts céramiques | 1 vol.         | 1851             |
| HANNON (Joseph Désiré)                     | Traité élémentaire de zoologie | 2 vol.         |                  |
| HOUZEAU DE LEHAIE (Jean Charles)           | Physique du globe et météorologie | 1 vol.         | 1850             |
|                                            | Règles de climatologie, ou exposé sommaire des notions que la science possède sur le cours des saisons et sur les variations du temps | 1 vol.         | 1853             |
| JUSTE (Théodore)                           | Précis de l’histoire romaine | 3 vol.         |                  |
|                                            | Histoire grecque | 2 vol.         |                  |
| KINDT (Jules)                              | De la vapeur et de ses applications                                                                                                   | 1 vol.         |                  |
|                                            | Industrie linière. Fabrication des fils et toiles de lin                                                                              | 1 vol.         | 1852             |
|                                            | De l’industrie du coton, de la laine et de la soie (filature et tissage)                                                              | 1 vol.         | 1854             |
| LAFORÊT (Nicolas Joseph)                   | Études sur la civilisation européenne considérée dans ses rapports avec le christianisme                                              | 1 vol.         | 1851             |
| LECLERC (Jean Michel Joseph)               | Traité de drainage ou Lettres sur l'assainissement des terrains humides                                                               | 1 vol.         |                  |
| LEFRANÇOIS (Nicolas Joseph Edouard)        | Notions de mécanique générale | 2 vol.         |                  |
| LEMAIRE (Charles Antoine)                  | Traité raisonné de l’horticulture pratique                                                                                            | 2 vol.         |                  |
| LENAERTS (J)                               | De l’organisation provinciale en Belgique                                                                                             | 1 vol.         | 1850             |
| LIAGRE (Jean Baptiste Joseph)              | Éléments de géométrie et de topographie                                                                                               | 2 vol.         | 1854             |
|                                            | Traité élémentaire de topographie | 1 vol.         |                  |
| MAILLY (Edouard)                           | Principes de la science du calcul. Arithmétique et algèbre                                                                            | 2 vol.         | 1850             |
| MARTOU (Edmond)                            | Études sur les institutions de prévoyance                                                                                             | 1 vol.         |                  |
| MOKE (Henri Guillaume)                     | Précis de l’histoire universelle. Première partie. Histoire ancienne                                                                  | 2 vol.         | 1849             |
|                                            | Précis de l’histoire universelle. 2e partie. Histoire du Moyen Âge                                                                    | 3 vol.         |                  |
|                                            | Précis de l’histoire universelle. 3e partie. Histoire moderne                                                                         | 4 vol.         |                  |
| PLATEAU (Joseph) et QUETELET (Adolphe)     | Physique | 3 vol.         | 1852             |
| QUETELET (Adolphe)                         | Astronomie | 1 vol.         | 1849             |
|                                            | Théorie des probabilités | 1 vol.         | 1853             |
| SCHUERMANS (Henri)                         | Précis de droit criminel | 1 vol.         |                  |
| SCHWANN (Theodor)                          | Anatomie du corps humain | 2 vol.         | 1855             |
| SIMONS (Charles)                           | Éléments de droit civil. De la propriété et de ses modifications                                                                      | 2 vol.         |                  |
|                                            | Éléments de droit civil. Des modes d'acquérir et de transmettre la propriété                                                          | 1 vol.         | 1850             |
| SOVET (Alexandre Auguste)                  | Éducation physique de l'enfance, depuis la naissance jusqu'à la puberté                                                               | 2 vol.         |                  |
|                                            | Hygiène privée et publique | 1 vol.         | 1853             |
| SPRING (Antoine)                           | Botanique | 2 vol.         | 1851             |
| TARLIER(Jules)                             | Description géographique de la Belgique                                                                                               | 3 vol.         | 1851             |
|                                            | Atlas général de géographie moderne extrait des cartes de Lapie, Berghaus, Stieler, Sydow, Bauerkeller, Arrowsmith, etc., etc.        | 1 vol.         | 1851             |
| THONISSEN (Jean Joseph)                    | Le socialisme et ses promesses | 2 vol.         | 1849             |
|                                            | Le socialisme dans le passé | 3 vol.         | 1850             |
| VAN BENEDEN (Pierre Joseph)                | Anatomie comparée | 3 vol.         | 1852             |
| VAN HOOREBEKE (Émile)                      | Précis d’instruction criminelle | 1 vol.         | 1850             |
| YSABEAU (Alexandre)                        | Traité de la culture des plantes fourragères et industrielles                                                                         | 2 vol.         | 1850             |
|                                            | Traité de l'élève et de l'engraissement du bétail                                                                                     | 2 vol.         |                  |
|                                            | Traité complet de l'élève et de l'engraissement des oiseaux de basse-cour et des lapins traduit de l’anglais                          | 1 vol.         |                  |
|                                            | Traité des opérations agricoles (et) Traité de la culture des plantes alimentaires.                                                   | 3 vol.         | 1850             |
|                                            | Traité des arbres fruitiers | 2 vol.         |                  |
|                                            | Traité des engrais et amendements | 1 vol.         |                  |